# Ögat (Långareds socken, Västergötland)
Ögat är en sjö i Alingsås kommun i Västergötland och ingår i Göta älvs huvudavrinningsområde. Ögat ligger i vildmarksområdet Risveden, nära den större sjön Hälsingen.